# Narutowicz-Haus

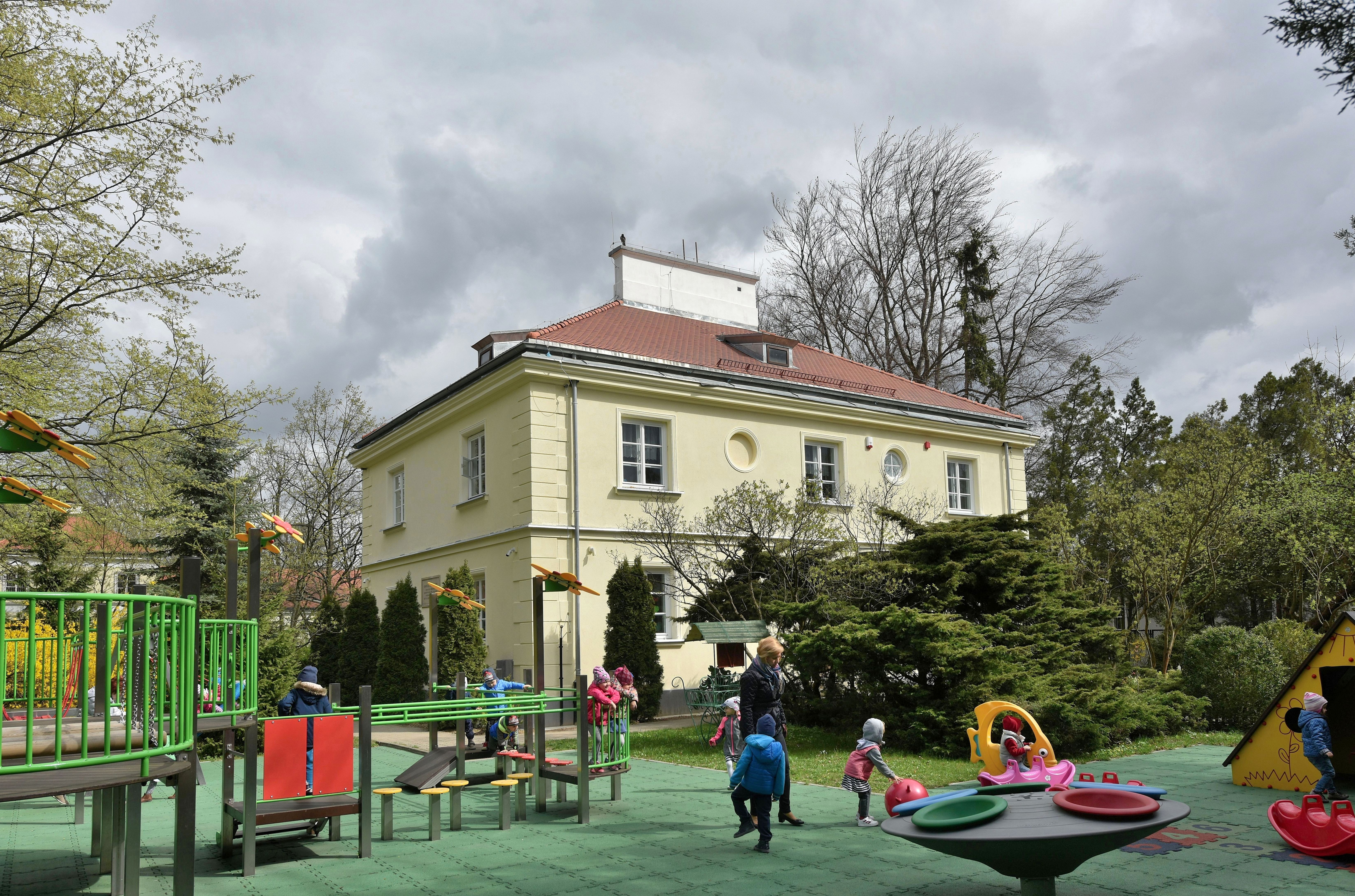
Ansicht von 2017

Das Narutowicz-Haus (polnisch: Dom Narutowicza) im Warschauer Łazienki-Park ist ein frühklassizistisches Palais, das im 19. Jahrhundert im Osten des Parks wahrscheinlich von Andrzej Gołoński errichtet wurde.

## Geschichte
Das Gebäude wurde in den 1830er Jahren als Wohnsitz für Kantonisten oder andere höhere Militärs gebaut. Die Fassade ist mit dreieckigen Risaliten und runden Paneelen geschmückt. In den 1920er Jahren wohnte hier Gabriel Narutowicz, der erste Präsident der Zweiten Polnischen Republik.  Nach seiner Ermordung wurde in die Fassade 1923 eine Gedenktafel eingemauert. Das Gebäude ist seither als Narutowicz-Haus bekannt. Derzeit (Stand 2/2024) wird das Palais als Kindergarten genutzt.